# Советское сельское поселение (Крым)
Советское се́льское поселе́ние (укр. Совєтське сільське поселення, крымскотат. Ички кой юрту) — муниципальное образование в Советском районе Республики Крым России.
Административный центр и единственный населённый пункт сельского поселения — посёлок городского типа Советский (учитываемый Крымстатом как сельский населённый пункт).

## Население
| 2001    | 2009    | 2010    | 2011    | 2012    | 2013    | 2014    |
| ------- | ------- | ------- | ------- | ------- | ------- | ------- |
| 10 963  | ↘9785   | ↗9887   | ↗9947   | ↗9957   | ↗9996   | ↗10 324 |
| 2015    | 2016    | 2017    | 2018    | 2019    | 2020    | 2021    |
| ↗10 410 | ↘10 398 | ↘10 365 | ↘10 326 | ↘10 267 | ↘10 242 | ↘9498   |

## История
В советское время был образован Советский поселковый совет.
Статус и границы Советского сельского поселения установлены Законом Республики Крым от 5 июня 2014 года № 15-ЗРК «Об установлении границ муниципальных образований и статусе муниципальных образований в Республике Крым».